# David Evans (Dartspieler)
David Evans (* 9. November 1989 in Manchester) ist ein englischer Dartspieler.

## Karriere
David Evans erreichte 2002 im Alter von 13 Jahren das Achtelfinale des World Masters. 2016 nahm er an der PDC Qualifying School teil, konnte jedoch keine Tourkarte erspielen. Auch in den zwei folgenden Jahren gelang ihm dies nicht. Bei den UK Open Qualifiers 2018 hingegen konnte er durch Siege gegen Gerwyn Price und Alan Norris sich für die UK Open 2018 qualifizieren. Nach einem Sieg gegen den Niederländer Benito van de Pas unterlag er in Runde 3 dem Kanadier John Part. Evans nahm danach an einigen BDO-Events teil und konnte auf der Challenge Tour im November ein Turnier gewinnen. Auch für die UK Open 2019 konnte sich der Engländer qualifizieren, schied dort jedoch bereits in Runde 1 gegen Geert Nentjes aus. Es folgten zwei weitere Finalteilnahmen auf der Challenge Tour 2019 und die Teilnahme an der BDO World Darts Championship 2020. Bei seinem BDO-Weltmeisterschaftsdebüt gewann er sein Auftaktspiel gegen Nick Fullwell knapp mit 3:2 und siegte danach auch gegen den Niederländer Richard Veenstra, ehe er im Viertelfinale gegen Mario Vandenbogaerde mit 5:3 verlor. Im Oktober 2020 gab Evans sein Debüt auf der European Darts Tour beim European Darts Grand Prix 2020. Zudem gelang es ihm seine Turniersiege zwei und drei auf der Challenge Tour einzufahren. Durch diese Erfolge gewann er eine Tourkarte und qualifizierte sich als Erstplatzierter für die PDC World Darts Championship 2021. Bei seinem Weltmeisterschaftsdebüt unterlag er jedoch in der ersten Runde seinem Landsmann Ross Smith mit 0:3.
Nach schwachen Leistungen auf der Tour konnte Evans seine Tour Card nicht halten. Er versuchte jedoch auf der Q-School 2023, diese zurückzuerspielen, wobei er in der Final Stage starten durfte. Die Tour Card zurückholen konnte er aber klar nicht. Auch auf der darauffolgenden PDC Challenge Tour 2023 blieben die Erfolge aus.
An der Q-School 2024 nahm Evans erneut teil. Er gewann dabei am zweiten Tag drei Spiele, verpasste aber dennoch die Qualifikation für die Final Stage. Auf der PDC Challenge Tour erreichte Evans daraufhin ein Achtel-, ein Viertel- und ein Halbfinale, wodurch er auch zu drei Players Championships nachrücken konnte, bei denen er jedoch kein Spiel gewann. In der Challenge Tour Order of Merit stand Evans am Ende auf Rang 39.
Somit musste er bei der Q-School 2025 wieder in der First Stage antreten. Er gewann dabei zwei Spiele und einen Punkt für die Rangliste, womit er sich nicht für die Final Stage qualifizieren konnte.

## Titel

### PDC
- Secondary Tour Events
  - PDC Challenge Tour
    - PDC Challenge Tour 2018: 17
    - PDC Challenge Tour 2020: 6, 8

## Weltmeisterschaftsresultate

### BDO
- 2020: Viertelfinale (3:5-Niederlage gegen  Mario Vandenbogaerde)

### PDC
- 2021: 1. Runde (0:3-Niederlage gegen  Ross Smith)